# Unlingen
Unlingen – miejscowość i gmina w Niemczech, w kraju związkowym Badenia-Wirtembergia, w rejencji Tybinga, w regionie Donau-Iller, w powiecie Biberach, wchodzi w skład wspólnoty administracyjnej Riedlingen. Leży w Górnej Szwabii, pomiędzy Dunajem a górą Bussen, ok. 20 km na zachód od Biberach an der Riß, przy drodze krajowej B311.